# Stanislav Grof
Stanislav "Stan" Grof (sinh ngày 1 tháng 7 năm 1931) là một nhà tâm thần học người Séc, một trong những người sáng lập ra lĩnh vực tâm lý học siêu nhân cách và là nhà nghiên cứu về việc sử dụng các trạng thái không thông thường của ý thức cho mục đích khám phá, chữa bệnh, mở mang và hiểu biết sâu sắc về tâm hồn con người. Grof nhận được giải thưởng VISION 97 do Quỹ Dagmar và Václav Havel tại Pragha trao vào ngày 5 tháng 10 năm 2007.

## Học vấn và nghề nghiệp
Grof nhận bằng Thạc sĩ tại Đại học Charles ở Praha vào năm 1957 và sau đó lấy bằng Tiến sĩ y học tại Viện Hàn lâm Khoa học Tiệp Khắc vào năm 1965, được đào tạo như một nhà phân tâm học theo trường phái Freud vào thời điểm này. Lúc đó, Tiệp Khắc được coi là trung tâm nghiên cứu psychedelia tại các nước cộng sản trong thập niên 1950 và 1960. Năm 1962, Grof tham gia vào một bộ phim tài liệu ngắn về LSD mang tên Looking for Toxin X. Năm 1967, ông được Joel Elkes mời làm nghiên cứu viên và lâm sàng tại Phòng khám Henry Phipps, một bộ phận của Trường Y Đại học Johns Hopkins ở Baltimore, Hoa Kỳ, và tiếp tục trở thành Trưởng phòng Nghiên cứu Tâm thần cho Thí nghiệm Spring Grove tại Đơn vị Nghiên cứu của Bệnh viện Tiểu bang Spring Grove (sau này là một phần của Trung tâm Nghiên cứu Tâm thần Maryland nơi ông làm việc với Walter Pahnke và Bill Richards cùng những người khác. Năm 1973, ông được mời đến Viện Esalen ở Big Sur, California, và sống tại đó cho đến năm 1987 với tư cách là một học giả nội trú, phát triển các ý tưởng của mình.
Là chủ tịch sáng lập của Hiệp hội Siêu Nhân cách Quốc tế (được thành lập vào năm 1977), ông tiếp tục trở thành giảng viên trợ giảng xuất sắc của Khoa Triết học, Vũ trụ học và Ý thức tại Viện Nghiên cứu Tích hợp California, vị trí mà ông vẫn đảm nhiệm tính đến năm 2015.
Grof đã xuất hiện trong bộ phim Entheogen: Awakening the Divine Within, một bộ phim tài liệu năm 2006 về việc khám phá lại một vũ trụ đầy mê hoặc trong thế giới hiện đại.

## Nghiên cứu

### Ảo giác và tập thở
Grof được biết đến, trong giới khoa học, với những nghiên cứu ban đầu về LSD và tác động của nó đối với tâm thần—lĩnh vực trị liệu ảo giác. Dựa trên những quan sát của mình trong khi tiến hành nghiên cứu LSD và dựa trên lý thuyết về chấn thương khi sinh của Otto Rank, Grof đã xây dựng một khung lý thuyết cho tâm lý trước khi sinh và chu sinh và tâm lý siêu nhân cách trong đó các chuyến đi LSD và các trải nghiệm cảm xúc mạnh mẽ khác được ánh xạ vào trải nghiệm thời kỳ đầu của thai nhi và sơ sinh của một người. Theo thời gian, lý thuyết này phát triển thành cái mà Grof gọi là "bản đồ" về tâm hồn sâu sắc của con người. Sau khi ngăn chặn việc sử dụng LSD hợp pháp vào cuối những năm 1960, Grof tiếp tục phát triển lý thuyết rằng nhiều trạng thái của tâm trí có thể được khám phá mà không cần thuốc men bằng cách sử dụng một số kỹ thuật thở. Ông tiếp tục công việc này cho đến năm 2015 với nhãn hiệu "Holotropic Breathwork".

### Hylotropic và holotropic
Grof phân biệt giữa hai chế độ ý thức: hylotropic và holotropic. Chế độ hylotropic liên quan đến "trải nghiệm bình thường, hàng ngày của thực tế đồng thuận". Holotropic liên quan đến các trạng thái hướng tới sự toàn vẹn và tổng thể của sự tồn tại. Holotropic là đặc trưng của các trạng thái không bình thường của ý thức như trải nghiệm thiền định, thần bí hoặc ảo giác. Theo Grof, tâm thần học đương đại thường phân loại những trạng thái không bình thường này là loạn thần. Grof kết nối hylotropic với quan niệm của Phật giáo về namarupa ("danh và sắc"), cái tôi riêng biệt, cá nhân, huyễn hoặc. Ông kết nối holotropic với quan niệm của người Hindu về Atman-Brahman, bản chất thần thánh, thực sự của bản thân. Do vậy, ông không hề quan tâm đến việc khám phá khái niệm hay trạng thái vô ngã, bất chấp sức mạnh siêu việt giả định của nó.

### Giả thuyết về trải nghiệm cận tử
Vào cuối những năm 1970, Grof đã đề xuất một giả thuyết tâm lý để giải thích trải nghiệm cận tử (TNCT) gọi là trải nghiệm cận sinh (TNCS). Theo Grof, TNCT phản ánh những ký ức về quá trình sinh nở với đường hầm đại diện cho âm đạo. Susan Blackmore khẳng định giả thuyết này là "không đủ để giải thích TNCT một cách đáng khinh. Ngay từ đầu, đứa trẻ sơ sinh sẽ không nhìn thấy bất cứ thứ gì giống như một đường hầm khi nó được sinh ra." Nhà tâm lý học Chris French đã viết "trải nghiệm được sinh ra là chỉ hơi giống một cách hời hợt với TNCT" và giả thuyết đã bị bác bỏ vì thông thường những người sinh mổ sẽ trải qua một đường hầm trong suốt TNCT. Michael Shermer cũng chỉ trích giả thuyết này "không có bằng chứng về ký ức của trẻ sơ sinh dưới bất kỳ hình thức nào. Hơn nữa, âm đạo trông không giống như một đường hầm và bên cạnh đó, đầu của trẻ sơ sinh thường hướng xuống và mắt của nó nhắm lại." Một bài báo trên tạp chí Tâm lý học về Ý thức của APA đã gợi ý rằng bệnh nhân của Grof có thể đã trải qua những ký ức sai về lúc sinh và trước khi sinh.

## Tác phẩm
- Realms Of The Human Unconscious: Observations From LSD Research (1975), Souvenir Press tái bản vào năm 2010
- The Human Encounter With Death (1977) với Joan Halifax
- LSD Psychotherapy (1980)
- Beyond Death: The Gates Of Consciousness (1981) với Christina Grof
- Ancient Wisdom And Modern Science (1984) Biên tập bởi Stanislav Grof
- Beyond the Brain: Birth, Death And Transcendence In Psychotherapy (1985)
- Human Survival And Consciousness Evolution (1988) Biên tập với Marjorie L. Valier
- The Adventure Of Self-Discovery: Dimensions of Consciousness And New Perspectives In Psychotherapy (1988)
- Spiritual Emergency: When Personal Transformation Becomes A Crisis (1989) Biên tập với Christina Grof
- The Stormy Search For The Self: A Guide To Personal Growth Through Transformative Crisis (1990) với Christina Grof
- The Holotropic Mind: The Three levels Of Human Consciousness And How They Shape Our Lives (1992) với Hal Zina Bennet
- Books Of The Dead: Manuals For Living And Dying (1993)
- The Thirst For Wholeness: Attachment, Addiction And The Spiritual Path (1994) của Christina Grof
- The Transpersonal Vision (1998) sách và âm thanh
- The Cosmic Game: Explorations Of The Frontiers Of Human Consciousness (1998)
- The Consciousness Revolution: A Transatlantic Dialogue (1999) với Peter Russell và Ervin Laszlo. Lời đề tựa của Ken Wilber
- Psychology Of The Future: Lessons From Modern Consciousness Research (2000)
- The Call of the Jaguar (2002)
- Caterpillar Dreams (2004) với Melody Sullivan
- When The Impossible Happens: Adventures In Non-Ordinary Reality (2006)
- The Ultimate Journey: Consciousness And The Mystery Of Death (2006)
- "New Perspectives in Understanding and Treatment of Emotional Disorders", Chương 13 trong Psychedelic Medicine: New Evidence for Hallucinogens as Treatments, Michael J. Winkelman và Thomas B. Roberts (biên tập viên) (2007). Westport, CT: Praeger/Greenwood.
- LSD: Doorway to the Numinous: The Groundbreaking Psychedelic Research into Realms of the Human Unconscious (2009)
- Holotropic Breathwork: A New Approach to Self-Exploration and Therapy (2010)
- Healing Our Deepest Wounds: The Holotropic Paradigm Shift (2012)
- The Way of the Psychonaut Volume One: Encyclopedia for Inner Journeys (2019)
- The Way of the Psychonaut Volume Two: Encyclopedia for Inner Journeys (2019)